# Johann Georg Scriba
Johann Georg Scriba (* 24. Januar 1769 in Nieder-Beerbach; † 8. Mai 1826 in Darmstadt) war großherzoglich hessischer Wirklicher Geheimer Staatsrat, Sektionschef des hessischen Kriegsministeriums und Mitglied im Staatsrat des Großherzogtums Hessen.

## Leben

### Herkunft und Familie
Johann Georg Scriba entstammte einer alten hessischen Gelehrten- und Theologenfamilie, die ihre Stammreihe mit Conrad Schreiber im westfälischen Medebach beginnt und sich mit Magister Heinrich Schreiber latinisiert Scriba fortsetzte. Staatsrat Scriba wurde als dritter Sohn des Pfarrers Moritz Philipp Scriba (1734–1799) und dessen Gattin Maria Elisabeth Katz (1748–1814) zu Nieder-Beerbach geboren.
Er ehelichte die Pfarrerstochter Maria Dorothea Bonhard (1775–1820) aus Gundernhausen, die über ihre Mutter Anna Christiana Magdalena Scriba (1749–1803) eine Cousine ihres Gatten war. Aus dieser Ehe entstammten sieben Kinder, darunter der Theologe und Historiker Heinrich Eduard Scriba, welcher seinem Vater 1824 das Werk Genealogisch-biographischen Übersicht der Familie Scriba widmete.
Sein Bruder ist der Theologe und Freizeit-Naturwissenschaftler Wilhelm Gottlieb Friedrich Scriba gewesen. Der Erfinder Moritz Friedrich Illig gehörte zu den Verwandten Scribas. Wie dieser und alle Angehörigen der Theologenfamilie Scriba zählte der Staatsrat zu den Nachfahren der im Mannesstamm erloschenen Edelherren von Grafschaft.

### Werdegang
Seine schulische Laufbahn begann Johann Georg Scriba mit Privatunterricht durch Hauslehrer, zu welchen auch sein Verwandter Johann Christian Scriba zählte. Anschließend erfolgte der Besuch des Pädagogs in Darmstadt. Nach dem Abitur bezog Scriba für das Studium der Rechtswissenschaften von 1787 bis 1790 die Landesuniversität Gießen. Nach der Zeit als Akzessit trat er 1794 als Wirklicher Kriegssekretär in das Darmstädter Kriegskollegium ein. Worauf er 1798 Mitglied der Invalidenkommission wurde. Dort redigierte er das Hof- und Staatshandbuch des Großherzogtums Hessen sowie die Hessische Landzeitung. 1800 wurde Johann Georg Scriba Assessor mit Stimme im Kriegskollegium. 1803 erfolgte der Aufstieg zum Wirklichen Kriegsrat sowie 1805 die Beförderung zum Direktor des Kriegskommissariats sowie Kriegszahlamtes.
Nach der Beförderung zum Oberkriegsrat erfolgte 1813 die Ernennung zum Geheimen Rat in der Position des Direktors des Militärgerichts. Fünf Jahre darauf stand Scriba als Vizedirektor des Oberkriegskollegiums in höchster leitender Position. 1821 wurde er Sektionschef des großherzoglich hessischen Kriegsministeriums und führte in dieser Position die Bezeichnung Wirklicher Geheimer Staatsrat. Seit der ersten Konstituierung des Staatsrats als Beratungsgremium und oberstes Verwaltungsgericht im Großherzogtum Hessen 1823, gehörte Johann Georg Scriba diesem hochrangigen Gremium der Exekutive an.
Wie viele Mitglieder seiner Familie interessierte sich Scriba für Naturwissenschaften, besonders für die Conchologie als Teilgebiet der Zoologie. Johann Georg Scriba lehnte es ab, sich nobilitieren zu lassen.

## Auszeichnungen
- 1815 Kommandeur 2. Klasse des großherzoglichen Haus- und Verdienstordens

## Publikationen
- Hessen-Darmstädtisches Oekonomie-Reglement für die Feldtruppen der Infanterie und Artillerie, Darmstadt 1800, (OCLC 1150891894).